# Мельник, Любомир
Любоми́р Ме́льник (англ. Lubomyr Melnyk; род. 22 декабря 1948, Мюнхен, Германия) — немецко-канадский композитор-минималист украинского происхождения. Родился в украинской семье, которая эмигрировала в Германию. Известен тем, что разработал особый стиль игры на фортепиано, известный как «Непрерывная музыка» (англ. «Continuous music»). Установил два мировых рекорда по скорости игры на пианино.

## Биография
Любомир Мельник родился в 1948 году в Мюнхене. Вскоре после рождения сына его семья переехала в Канаду, в город Виннипег. Изучал латинский язык и философию в Колледже Святого Павла в Виннипеге, который является крупнейшим католическим колледжем во всей провинции Манитоба. Аспирантуру окончил в Университете Куинс в Кингстоне, также по специальности «Философия».
С 1973 по 1975 годы Любомир Мельник жил в Париже. Работал вместе с Каролин Карлсон в Парижской опере, писал музыку для хореографических постановок, тогда же и создал свою методику игры на фортепиано.

## Творчество
Любомир Мельник является автором более 120 музыкальных произведений. Сотрудничал не только с французскими хореографами, но и с рядом европейских и американских композиторов: Джеймсом Блэкшоу, Питером Бродериком, Нильсом Фрамом и другими. Часто в музыке обращался к своим украинским корням, так, одно из его произведений написано на стихи Тараса Шевченко, отдельную композицию Любомир Мельник посвятил Симону Петлюре.
Методику своей игры композитор описал в трактате «Открытое время: искусство непрерывной музыки». Сочинил 22 этюда для начинающих музыкантов, желающих обучиться его технике игры. Как правило, Мельник играет музыку, не отрывая ноги от педали и, таким образом, создавая непрерывную звуковую линию из переборов различной продолжительности. Некоторые критики относятся к творчеству Мельника весьма скептически, считая его работы просто быстрыми арпеджио.
В 1985 году в Швеции Любомир Мельник установил два мировых рекорда. Согласно одному из них, композитор показал себя самым быстрым пианистом в мире: он смог сыграть мелодию, извлекая 19 с половиной нот в секунду каждой рукой одновременно. Второй зафиксированный рекорд приписывают Мельнику: исполнение наибольшего количества нот за час игры, при скорости 13-14 нот в секунду каждой рукой

## Дискография
- KMH: Piano Music in the Continuous Mode (1979)
- The Lund — St. Petri Symphony (1983)
- Concert-Requiem (1983)
- Poslaniye (1983)
- The Stone Knight (1983)
- The Song of Galadriel (1985)
- Remnants of Man / The Fountain (1985)
- Wave-Lox (1985)
- The Voice Of Trees (1985)
- NICHE / NOURISH / NICHE-XONs (1988)
- A Portrait Of Petlura On The Day He Was Killed {Lyrrest} (1989)
- It Was Revealed Unto Us That Man Is The Centre Of The Universe (1993)
- Swallows (1994)
- Vocalizes and Antiphons (1991—1994)
- Beyond Romance (2010)
- The Self-Luminous Way (2011)
- Windmills (2013)
- Corollaries (2013)
- Three Solo Pieces (2013)
- Evertina (2014)
- Rivers and Streams (2015)